# درلاچه
درلاچه (به صربی: Drlače) یک روستا در صربستان است که در Ljubovija واقع شده‌است.